# قطار (فیلم ۲۰۰۸)
قطار (به انگلیسی: Train) نام یک فیلم ترسناک آمریکایی به کارگردانی گیدئون راف محصول سال ۲۰۰۸ میلادی است.